# Antoni Rutkowski (technolog żywności)
Antoni Witold Rutkowski (ur. 13 listopada 1920 w Poznaniu, zm. 3 czerwca 2018 w Warszawie) – profesor nauk rolniczych, członek Polskiej Akademii Nauk. Wybitny specjalista w zakresie technologii żywności.

## Życiorys
Urodził się 13 listopada 1920 r. w Poznaniu jako jedyny syn Witolda, lekarza dentysty, i Wandy z domu Pokrzywnickiej, powstańców wielkopolskich. W 1948 ukończył studia na Uniwersytecie im. Adama Mickiewicza w Poznaniu (obecnie Uniwersytet Przyrodniczy), a trzy lata później uzyskał stopień doktora. Od 1954 docent, od 1961 profesor nadzwyczajny, a od 1969 profesor zwyczajny. Członek Polskiej Akademii Nauk (korespondent od 1971, rzeczywisty od 1983). Był członkiem Prezydium PAN (1984–1989). Od 1946 do 1954 pracował w Katedrze Techniki Rolnej Uniwersytetu w Poznaniu. W latach 1954–1959 sprawował funkcję dyrektora Instytutu Przemysłu Tłuszczowego w Warszawie. W latach 1960–1969 równolegle Instytut Chemii Ogólnej w Warszawie – wicedyrektor i Akademia Rolniczo-Techniczna w Olsztynie, następnie jako dyrektor ds. Naukowych w Instytucie Żywności i Żywienia (1969–1973). Od 1973 do 1991 pracował w Szkole Głównej Gospodarstwa Wiejskiego. Autor wielu podręczników i publikacji.
Doktor honoris causa Akademii Rolniczej im. Augusta Cieszkowskiego w Poznaniu (1983), Akademii Rolniczo-Technicznej w Olsztynie (1986) i Szkoły Głównej Gospodarstwa Wiejskiego w Warszawie (1990).
W 1948 ożenił się z Zofią Heleną Józefą z domu Kaźmierczak (1922–2011). Z tego związku urodziły się dwie córki.
Zmarł w Warszawie, pochowany na cmentarzu Wojskowym na Powązkach (kwatera A III KOL-5-3).

## Ordery i odznaczenia
- Krzyż Komandorski z Gwiazdą Orderu Odrodzenia Polski (12 lutego 2001)[3]
- Order Sztandaru Pracy II klasy
- Krzyż Oficerski Orderu Odrodzenia Polski
- Złoty Krzyż Zasługi (12 lipca 1954)[4]
- Medal 10-lecia Polski Ludowej (14 stycznia 1955)[5]
- Odznaka tytułu honorowego „Zasłużony Nauczyciel PRL”